# Abraham Eidlin
Abraham Eidlin Grossman (Haifa, 27 dicembre 1927 – Montevideo, 3 luglio 2020) è stato un cestista uruguaiano.

## Carriera
Con l'Uruguay ha disputato le Olimpiadi 1948.